# Дуглас (округ, Невада)
Шаблон:StateAbbr_ 38°55′ пн. ш. 119°37′ зх. д. / 38.92° пн. ш. 119.61° зх. д.
Округ Дуґлас (англ. Douglas County) — округ (графство) у штаті Невада, США. Ідентифікатор округу 32005.

## Історія
Округ утворений 1861 року.

## Демографія
За даними перепису
2000 року
загальне населення округу становило 41259 осіб, зокрема міського населення було 28789, а сільського — 12470.
Серед мешканців округу чоловіків було 20840, а жінок — 20419. В окрузі було 16401 домогосподарство, 11894 родин, які мешкали в 19006 будинках.
Середній розмір родини становив 2,88.
Віковий розподіл населення поданий у таблиці:
| Стать    | До 15 років | 15-21 | 22-29 | 30-39 | 40-49 | 50-65 | 65-85 | Понад 85 |
| -------- | ----------- | ----- | ----- | ----- | ----- | ----- | ----- | -------- |
| Чоловіки | 4142        | 1750  | 1347  | 2642  | 3627  | 4196  | 2980  | 156      |
| Жінки    | 3897        | 1523  | 1221  | 2870  | 3664  | 4123  | 2847  | 274      |

## Суміжні округи
- Карсон-Сіті — північ
- Лайон — схід
- Моно, Каліфорнія — південний схід
- Алпайн, Каліфорнія — південь
- Ель-Дорадо, Каліфорнія — захід
- Пласер, Каліфорнія — північний захід

## Виноски
1. ↑  U.S. Decennial Census. United States Census Bureau. Архів оригіналу за 26 квітня 2015. Процитовано 20 грудня 2014.
2. ↑  Historical Census Browser. University of Virginia Library. Архів оригіналу за 11 серпня 2012. Процитовано 20 грудня 2014.
3. ↑  Population of Counties by Decennial Census: 1900 to 1990. United States Census Bureau. Архів оригіналу за 3 квітня 2015. Процитовано 20 грудня 2014.
4. ↑  Census 2000 PHC-T-4. Ranking Tables for Counties: 1990 and 2000 (PDF). United States Census Bureau. Архів оригіналу (PDF) за 18 грудня 2014. Процитовано 20 грудня 2014.
5. ↑  State & County QuickFacts. United States Census Bureau. Архів оригіналу за 6 червня 2011. Процитовано 23 вересня 2013.(англ.) Наведено за англійською вікіпедією.
6. ↑  American FactFinder. Бюро перепису населення США. Архів оригіналу за 21 травня 2008. Процитовано 31 січня 2008.

| США | Це незавершена стаття з географії США. Ви можете допомогти проєкту, виправивши або дописавши її. |